# Парфенєво (Парфенєвський район)
Парфенєво (рос. Парфеньево) — село в Парфенєвському районі Костромської області Російської Федерації.
Населення становить 2963 особи. Входить до складу муніципального утворення Парфенєвське сільське поселення.

## Історія
У 1936-1944 роках населений пункт належав до Ярославської області. Від 1944 року належить до Костромської області.
Від 2007 року входить до складу муніципального утворення Парфенєвське сільське поселення.

## Населення
| 1959  | 1970  | 1979  | 1989  | 2002  | 2008  | 2010  |
| ----- | ----- | ----- | ----- | ----- | ----- | ----- |
| 2339  | ↗2414 | ↗2682 | ↗3032 | ↘2936 | ↗3050 | ↘2867 |
| 2014  |       |       |       |       |       |       |
| ↗2963 |       |       |       |       |       |       |